# Miguel Montes Busto
Miguel Ángel Montes Busto (Oviedo, 28 de febrero de 1939-Gijón, 20 de mayo de 2019) fue un futbolista y entrenador español. Es el jugador que más partidos ha disputado con el Real Sporting de Gijón en Segunda División: 217 encuentros.

## Trayectoria

### Como jugador
Tras jugar en el Atlántico, el Revillagigedo, el Hispania y el Club Siero, fichó por el Real Sporting de Gijón en 1959, cuando competía en Segunda División. Jugó en el Sporting hasta la temporada 1968-69 y terminó su carrera deportiva en el Real Oviedo en 1971.

### Como entrenador
Fue entrenador del U. D. Gijón Industrial, Real Avilés C. F. (en dos etapas), U. P. Langreo, Zamora C. F., Palencia C. F., Cultural y Deportiva Leonesa y Arosa S. C. En 1984, pasó al cuerpo técnico del Real Sporting de Gijón, donde actuó como entrenador del Sporting Atlético en la campaña 1984-85, director de la Escuela de fútbol de Mareo en 1985, director deportivo de la entidad entre 1988 y 1990, y entrenador del primer equipo desde finales de la campaña 1996-97 hasta comienzos de la 1997-98. Se retiró como entrenador, tras ser cesado mediada la temporada 2000/01, en el Real Avilés.

## Clubes

### Como jugador
| Club          | País   | Año       |
| ------------- | ------ | --------- |
| Real Gijón    | España | 1959-1961 |
| UD Las Palmas | España | 1961-1962 |
| Real Gijón    | España | 1962-1969 |
| Real Oviedo   | España | 1969-1971 |

### Como entrenador
| Club                     | País   | Año       |
| ------------------------ | ------ | --------- |
| UD Gijón Industrial      | España | 1972-1974 |
| Real Avilés CF           | España | 1974-1975 |
| UP Langreo               | España | 1975-1977 |
| Zamora CF                | España | 1977-1980 |
| Palencia CF              | España | 1980-1982 |
| Cultural Leonesa         | España | 1982-1983 |
| Arosa SC                 | España | 1983-1984 |
| Sporting Atlético        | España | 1984-1985 |
| UP Langreo               | España | 1993      |
| Zamora CF                | España | 1993-1994 |
| Real Sporting de Gijón B | España | 1995-1996 |
| Real Sporting de Gijón   | España | 1997      |
| Real Avilés CF           | España | 2000-2001 |